# نيما أركاني حامد
نيما أركاني حامد Nima Arkani-Hamed (ولد في عام 1972) هو عالم في الفيزياء النظرية. وهو أمريكي من أصول إيرانية. له إنجازات رائدة في فيزياء الطاقة العالية (high-energy physics) ونظرية الأوتار وعلم الكون الفيزيائي.

## روابط خارجية
- نيما أركاني حامد على موقع IMDb (الإنجليزية)
- نيما أركاني حامد على موقع ميوزك برينز (الإنجليزية)
- نيما أركاني حامد على موقع قاعدة بيانات الفيلم (الإنجليزية)